# Catocala sancta
Catocala sancta là một loài bướm đêm trong họ Erebidae.